# Saša Frelih
Saša Frelih - »Mišo«, slovenski organist, * 19. julij 1947, Planina pri Rakeku, Federativna ljudska republika Jugoslavija (današnja Slovenija), † 8. april 2025, Ljubljana, Slovenija.
Saša Frelih je bil dolgoletni organist v frančiškanski cerkvi Marijinega oznanjenja v Ljubljani in tudi več desetletij hišni organist v Cankarjevem domu. Sodeloval je tudi pri nakupu obeh orgel.

## Življenje in delo
Rodil se je 19. julija 1947 v Planini pri Rakeku (danes Planina). Njegov oče je bil slovenski operni režiser Emil Frelih. Za tretji rojstni dan ga je oče prvič peljal na Triglav, o čemer je pozneje napisal mladinski potopis Miško gre na Triglav. Pri šestih letih ga je učiteljica Matilda Dolenec doma dvakrat tedensko začela učiti igranja na klavir. Že pri enajstih letih ga je domači župnik Anton Strle povabil, da je z orglanjem spremljal domači zbor pri mašah.
Šolal se je na Srednji verski šoli v Vipavi, ki je bila takrat edina klasična gimnazija v Sloveniji. Otmar Črnilogar ga je poučeval latinščino in kulturno zgodovino. Po zaključku je vstopil v Bogoslovno semenišče in se vpisal na Teološko fakulteto, obenem pa je študiral orgle na Akademiji za glasbo v Ljubljani, kjer je spoznal Huberta Berganta. V več krajih je igral orgle in nadomeščal zborovodje ter poučeval na glasbenih šolah, dokler se ni odpravil v Prago, kjer je ostal do praške pomladi leta 1968. V času bivanja tam se je naučil tekoče govoriti češko. Udeleževal se je mednarodnih orgelskih festivalov in tekmovanj, kar je pozneje prenesel v Cankarjev dom. Spoznal je tudi razne znamenite mojstre, kot je na primer Petr Eben. Dvakrat je bil tudi v New Yorku na Open Organ Music.
Leta 1982 je sodeloval pri postavljanju največjih koncertnih orgel v Sloveniji v Cankarjevem domu. Orgle je izdelalo podjetje Karl Schuke iz Berlina. Od takrat je deloval kot hišni organist, ki je skrbel za koncertne liste, orgelski program in redno igranje inštrumenta. Pri frančiškanih v Ljubljani je redno orglal od leta 1994. Leta 1999 je sodeloval pri veliki prenovi tamkajšnjih orgel s strani Mariborske orgelske delavnice, pri čemer so delno ohranili tudi stare Goršičeve orgle.
Z ženo Vido je živel v Ljubljani v župniji Bežigrad. Imela sta tri otroke, Ireno, Lovra in Ljudmilo. Vsi trije so pianisti, sin Lovro je tudi dirigent.
Po dolgi bolezni je umrl 8. aprila 2025 v Ljubljani. Pokopan je v domači Planini pri Rakeku.